# Strizibube
Strizibube (Cvilidrete; lat. Cerambycidae; po dugim ticalima nose i naziv dugoticalci) porodica su kukaca iz reda kornjaša. Većina strizibuba može proizvoditi zvuk trenjem prvog prsnog kolutića o izbrazdanu izbočinu s gornje strane srednjeg prsnog kolutića pa su prema tom struganju dobile naziv.

## Izgled
Tijelo im je krupno, obično živih boja, duguljasto dužine od 0,3–15 cm, s dugim nitastim ticalima koja mogu biti i do četiri puta dulja od tijela, oči ulegnute, čeljusti jako nazubljene kojima buše tunele kroz živo drvo, zbog čega su veoma štetni. Ličinke kad odrastu hrane se biljnim sokovima, peludom, nektarom i lišćem.

## Ličinke
Ličinke su blijede, bez nogu, često i bez očiju. Žive na drvu i pod korom, gdje snažnim čeljustima buše hodnike. Mogu uzrokovati propadanje stabala.

## Vrste
Razlikuje se više od 20 000 pretežno tropskih vrsta. U hrvatskim krajevima poznato je oko 300 vrsta od kojih su najpoznatije: kućna strizibuba (Halotrupes bajulus), često se nalazi u krovištima kuća, a rjeđe u crnogoričnim šumama, hrastova strizibuba (Cerambyx cerdo) duga do 5 cm, mrka strizibuba  (Morimus funereus), Rosalia alpina, živi na planinama, mošusna ili vrbova strizibuba (Aromia moschata)  miriše na mošus, topolova strizibuba (Saperda populi)  brine se za leglo, hrani se lišćem i korom bjelogoričnih stabala, pjegava cvjetna strizibuba (Leptura maculata)  zadržava se na cvjetovima, osolika strizibuba (Necydalis major), ima kratko pokrilje i nad zatkom opnasti stražnji par krila.
- Rosalia alpina
- Mužjak hrastove strizibube (Cerambyx cerdo)
- Ženka hrastove strizibube (Cerambyx cerdo)

## Potporodice i Rodovi
1. Anoplodermatinae (Vesperidae) Guérin-Méneville, 1840
2. Cerambycinae Latreille, 1802
3. Disteniinae (Disteniidae) Thomson, 1861
4. Dorcasominae Lacordaire, 1869
5. Lamiinae Latreille, 1825
6. Lepturinae Latreille, 1802
7. Necydalinae Latreille, 1825
8. Oxypeltinae (Oxypeltidae) Lacordaire, 1869
9. Parandrinae Blanchard, 1845
10. Philinae (Vesperidae) Thomson, 1861
11. Prioninae Latreille, 1802
12. Spondylidinae Audinet-Serville, 1832
13. Vesperinae (Vesperidae) Mulsant, 1839

Abacoclytus, Abaiba, Abanycha, Abaraeus, Abatocera, Abauba, Abryna, Abyarachryson, Abycendaua, Acabanga, Acabyara, Acaiatuca, Acaiu, Acakyra, Acalodegma, Acalolepta, Acangassu, Acanista, Acanthesthes, Acanthetaxalus, Acanthinodera, Acanthocinus, Acanthoderes, Acanthodoxus, Acanthoibidion, Acanthomigdolus, Acanthonessa, Acanthophorus, Acanthoptera, Acanthoptura, Acanthosybra, Acanthotritus, Acapiata, Acapnolymma, Acartus, Acasanga, Acatinga, Acaua, Acestrilla, Achenoderus, Achryson, Achthophora, Acideres, Acmaeopidonia, Acmaeops, Acmaeopsoides, Acmocera, Aconodes, Aconopteroides, Aconopterus, Acoremia, Acorethra, Acreana, Acrepidopterum, Acridocephala, Acridocera, Acridoschema, Acrocinus, Acrocyrta, Acrocyrtidus, Acrogenoides, Acronia, Acronioglenea, Acruspex, Acutandra, Acutelinopteridius, Acuticeresium, Acyphoderes, Adalbus, Addoeme, Aderpas, Adesmiella, Adesmoides, Adesmus, Adetus, Adiposphaerion, Adjinga, Adriopea, Adrium, Aechmutes, Aedoeus, Aegocidnexocentrus, Aegoidus, Aegolipton, Aegomorphus, Aegoprepes, Aegoschema, Aegosoma, Aemocia, Aeolesthes, Aerenea, Aerenica, Aerenicella, Aerenicopsis, Aereniphaula, Aerenomera, Aerogrammus, Aesa, Aesiotyche, Aesopida, Aethalodes, Aethecerinus, Aetheibidion, Aethiopia, Aethiora, Aetholopus, Afghanicenus, Africophanes, Afroartelida, Afrocrisis, Afroeme, Afromethia, Afromolorchus, Afronoserius, Afrosmodicum, Agada, Agaleptoides, Agaleptus, Agallissus, Aganipus, Agaone, Agapanthia, Agapanthida, Agapanthiola, Agaritha, Agelasta, Aglaoschema, Agnia, Agniohammus, Agnioides, Agniolamia, Agniolophia, Agniomorpha, Agniopsis, Agnitosternum, Agnoderus, Agranolamia, Agrianome, Aguassay, Aiurasyma, Akimerus, Akiptera, Alampyris, Alanizus, Alastos, Albana, Albapomecyna, Alcathousiella, Alcathousites, Alcidion, Alcyopis, Aleiphaquilon, Aletretiopsis, Alexera, Aliboron, Alicianella, Alidopsis, Alidus, Alienosternus, Alienus, Aliturus, Allaiocerus, Alleculaedoeus, Allocerus, Allodemus, Allodissus, Alloesia, Allogaster, Allomallodon, Allomicrus, Allopeba, Allopeplus, Allotisis, Allotraeus, Alluaudia, Alocerus, Alosterna, Alosternida, Alphinellus, Alphomorphus, Alphus, Amamiclytus, Amannus, Amapanesia, Amarysius, Ambagous, Ambeodontus, Amblesthidopsis, Amblymora, Amblymoropsis, Amblyontium, Amblysaphes, Ambonus, Amechana, America, Ametacyna, Amethysphaerion, Amillarus, Amimes, Amniscites, Amniscus, Amoaba, Amorupi, Amphelictus, Amphelissoeme, Amphicnaeia, Amphidesmus, Amphionthe, Amphirhoe, Amphoecus, Amplilygrus, Amplitempora, Amucallia, Amyipunga, Amymoma, Anacasta, Anachariesthes, Anacolus, Anaespogonius, Anaesthetis, Anaesthetobrium, Anaesthetomorphus, Anagelasta, Anaglyptus, Analeptes, Analeptura, Analophus, Anama, Anamera, Anameromorpha, Anancylus, Anandra, Anapausa, Anapausoides, Anaplagiomus, Anapsicomus, Anasillus, Anastathes, Anastetha, Anastrangalia, Anatinomma, Anatolobrium, Anatragoides, Anatragus, Anauxesida, Anauxesis, Ancistrotus, Ancita, Ancornallis, Ancylistes, Ancylocera, Ancylodonta, Ancylonotopsis, Ancylonotus, Ancylosternus, Andinotrichoderes, Andrachydes, Andraegoidus, Andringitrina, Androeme, Aneflomorpha, Aneflus, Anelaphus, Anencyrus, Anerpa, Aneuthetochorus, Anexamita, Anexodus, Anhammus, Anipocregyes, Anisarthron, Anisoceraea, Anisocerus, Anisogaster, Anisolophia, Anisopeplus, Anisopodesthes, Anisopodus, Anisorus, Anisotyma, Ankirihitra, Annamanum, Anobrium, Anoeme, Anomalotragus, Anomoderus, Anomonotes, Anomophysis, Anomotoma, Anopliomorpha, Anoplistes, Anoplocurius, Anoplodera, Anoploderma, Anoploderomorpha, Anoplomerus, Anoplophora, Anoplophoroides, Anoplotoma, Anoreina, Anosibella, Antecrurisa, Antennaerenea, Antennexocentrus, Antennoeme, Antennohyllisia, Antennommata, Antennopothyne, Anthoboscus, Anthophylax, Anthores, Anthracocentrus, Anthribatus, Anthribola, Antigenes, Antodice, Antodilanea, Anubis, Anxylotoles, Apagomera, Apagomerella, Apagomerina, Apalimnodes, Apamauta, Aparescus, Apatelarthron, Apatophysis, Apeba, Apebusu, Apechthes, Aphalanthus, Aphanasium, Aphanosperma, Apharsatus, Aphatum, Apheledes, Aphelogaster, Aphilesthes, Aphneope, Aphoplistus, Aphrodisium, Aphronastes, Aphylax, Aphysotes, Apiocephalus, Apiogaster, Aplagiognathus, Aplanodema, Apoaerenica, Apocaulus, Apoclausirion, Apocoptoma, Apodasya, Apomecyna, Apomecynoides, Apomempsis, Apomempsoides, Aponoeme, Apophaula, Aposites, Aposphaerion, Apostropha, Apotrophus, Appedesis, Appula, Apriona, Aprionella, Aprophata, Aprosictus, Aprosopus, Apteralcidion, Apterapomecyna, Apterocaulus, Apteroleiopus, Apterotoxitiades, Apypema, Apyratuca, Apyrauna, Aquinillum, Arachneosomatidia, Arachnoparmena, Araeotis, Araespor, Aragea, Arawakia, Arba, Archandra, Archetypus, Archidice, Archodontes, Archotoma, Arctolamia, Arcucornus, Ardeocomus, Aredolpona, Argentinoeme, Argyrodines, Arhopaloscelis, Arhopalus, Arianida, Ariastes, Aridaeus, Arietocometes, Aristobia, Aristobrium, Aristogitus, Arixiuna, Armatosterna, Armylaena, Aromia, Aromiella, Arrhenotoides, Arrhythmus, Artelida, Artimpaza, Aruama, Asaperda, Asaperdina, Asemolea, Asemum, Asilaris, Asmedia, Asperidorsus, Aspitus, Assinia, Assycuera, Astathes, Astetholea, Astetholida, Astromula, Astyleiopus, Astylidius, Astylopsis, Asynapteron, Asyngenes, Ataxia, Atelais, Atelodesmis, Atelographus, Atelopteryx, Atenizoides, Atenizus, Ateralphus, Atesta, Atharsus, Athemistus, Athetesis, Athylia, Atiaia, Atimia, Atimiliopsis, Atimiola, Atimura, Atrichocera, Atripatus, Atrocolus, Atrypanius, Atybe, Atylostagma, Aulaconotopsis, Aulaconotus, Aulacopus, Aulacotoma, Aureoglaucytes, Auriolus, Australiorondonia, Australoleiopus, Australothelais, Austranoplium, Austroeme, Austronecydalopsis, Austrophanes, Austrosomatidia, Auxa, Auxesis, Axestoleus, Axinopalpis, Ayriclytus, Azygocera, Bacchisa, Bactriola, Bacuris, Badenella, Baecacanthus, Baliesthes, Baliesthoides, Bandar, Bangalaia, Bangaloides, Baraeomimus, Baraeus, Baralipton, Bardistus, Barossus, Baryssiniella, Baryssinus, Basiptera, Basitoxus, Batesbeltia, Batocera, Batomena, Batrachorhina, Batus, Batyle, Baudona, Bebelis, Bebius, Bejofoana, Bellamira, Belodasys, Beloderoides, Beloesthes, Beraba, Berndgerdia, Bernhardius, Berningerus, Bethelium, Biasmia, Bicon, Bimia, Biobessa, Biobessoides, Birandra, Biribellus, Bisaltes, Bityle, Bixadoides, Bixadus, Bixorestes, Blabia, Blabicentrus, Blabinotus, Blapsilon, Blaxotes, Blepephaeopsis, Blepephaeus, Blepisanis, Blosyropus, Bocainella, Bolbotritus, Bolivarita, Bomaribidion, Bomarion, Bonfilsia, Boninella, Boninoleiops, Bonipogonius, Boppeus, Boricyrtinus, Borneochroma, Borneoclytus, Borneophysis, Bornesalpinia, Bostrychopsebium, Bothriospila, Bothrocerambyx, Bottegia, Bouakea, Bouchardius, Bourbonia, Bouyerus, Brachaciptera, Bracheocentrus, Brachopsis, Brachyale, Brachychilus, Brachyclytus, Brachyhammus, Brachyleptura, Brachymyiodola, Brachynarthron, Brachyolene, Brachyolenecamptus, Brachypteroma, Brachyrhabdus, Brachysarthron, Brachysomida, Brachysybra, Brachyta, Brachytria, Brachytritus, Braderochus, Bradycnemis, Brasiliosoma, Brechmoidion, Brephilydia, Breuningiana, Brevechelidonium, Brevoxathres, Brimidius, Brimopsis, Brimus, Brittonella, Bromiades, Brothylus, Brototyche, Brounopsis, Bucoides, Bucynthia, Bulbolmotega, Bulborhodopis, Bumetopia, Buprestomorpha, Butherium, Butocrysa, Bybe, Bybeana, Cabreuva, Cacia, Caciella, Caciomorpha, Cacodacnus, Cacodrotus, Cacophrissus, Cacosceles, Cacostola, Cacsius, Cacupira, Caediscum, Cagosima, Cairnsia, Calamobius, Calanthemis, Calaphneope, Calchaenesthes, Caledocentrus, Caledomicrus, Caledonandra, Callancyla, Callanga, Callapoecoides, Callapoecus, Callergates, Callia, Callichroma, Callichromopsis, Calliclytus, Callideriphus, Callidiellum, Callidiopis, Callidiopsites, Callidium, Callimation, Callimetopoides, Callimetopus, Callimoxys, Callimus, Calliomorpha, Callipero, Calliphaula, Calliphenges, Callipogon, Callipogonius, Calliprason, Callipyrga, Callisema, Callisphyris, Callistoprionus, Callityrinthia, Callixanthospila, Calloctenus, Calloides, Callomecyna, Callona, Callundine, Calobrium, Calocerambyx, Calocomus, Calocosmus, Calolamia, Calothyrza, Calpazia, Calybistum, Calycibidion, Calydon, Camelocerambyx, Camira, Camitocomus, Camixaima, Camposiellina, Canarana, Canidia, Canindea, Cantharocnemis, Caparmena, Capederces, Capegaster, Capepsebium, Caperonotus, Capetoxotus, Capezoum, Capitocrassus, Capnethinius, Capnolymma, Capobrium, Capoeme, Caraphia, Cardoria, Carenesycha, Carenoptomerus, Caribbomerus, Carinoclodia, Carinoclytus, Cariua, Carlandrea, Carneades, Caroliniella, Carpheolus, Carphina, Carphontes, Cartallum, Carterica, Casiphia, Catafimbria, Catalanotoxotus, Catapausa, Cataphrodisium, Catharesthes, Cathetopteron, Cathexis, Catoeme, Catognatha, Catoptronotum, Catorthontus, Catuaba, Catuana, Cauarana, Cauca, Cecaibidion, Cedemon, Ceiupaba, Celosterna, Cendiuna, Cenodocus, Centrocerum, Centrodera, Centrotoclytus, Centruroides, Centruropsis, Cephalallus, Cephalenicodes, Cephalizus, Cephalodina, Cephaloplon, Ceraegidion, Ceragenia, Ceralocyna, Ceralomus, Cerambyx, Cerasphorus, Ceratocentrus, Cercoptera, Cerdaia, Cereopsius, Ceresiella, Ceresium, Ceroplesis, Cerrostrangalia, Cervilissa, Cervoglenea, Cesonium, Cetimaique, Cetimaju, Cevaeria, Ceylanoglaucytes, Ceylanoparmena, Ceylanosybra, Chaetacanthidius, Chaetacosta, Chaetosopus, Chalastinus, Chalcolyne, Chalcoprionus, Chalybophysis, Championa, Chaodalis, Chapareia, Charassonotus, Chariea, Chariergodes, Chariergus, Chariesthes, Chariesthoides, Charinotes, Charisalia, Charmallaspis, Chasmogaster, Cheilacanthus, Chelidonium, Cheloderus, Chemsakia, Chemsakiella, Chemsakiellus, Chenoderus, Chereas, Cherentes, Cherrocrius, Chevrolatella, Chewchroma, Chiasmetes, Chinobrium, Chitron, Chlidones, Chlorethe, Chlorida, Chloridolum, Chlorisanis, Chlorophorus, Chlorotherion, Choeromorpha, Chondrothrus, Chontalia, Chorenta, Choriolaus, Chorothyse, Chreomisis, Chromacilla, Chromalizus, Chromoeme, Chrotoma, Chrysaethe, Chrysaperda, Chrysommata, Chrysoprasis, Chydaeopsis, Chydarteres, Chyptodes, Cicatrion, Cicatripraonetha, Cicatrisestola, Cicatrisestoloides, Cicatrizocera, Cicatrodea, Cicuiara, Cidugala, Cilioeme, Cilium, Cincinnata, Cinctohammus, Cipriscola, Cirrhicera, Citriphaga, Clausirion, Clavemeopodus, Clavenicodes, Clavidesmus, Clavisybra, Clavobrium, Clavomela, Clavoserixia, Cleistimum, Cleodoxus, Cleomenes, Cleonaria, Clepitoides, Cleptometopus, Cleptonotus, Cleptopsebium, Cleptosoma, Clermontia, Cleroclytus, Clesotrus, Clodia, Cloniocerus, Cloniophorus, Closteromerus, Closteropus, Closterus, Clytellus, Clytobius, Clytocera, Clytoderus, Clytoleptus, Clytomelegena, Clytopsis, Clytosaurus, Clytosemia, Clytraschema, Clytus, Clyzomedus, Cnemidochroma, Cnemolia, Cnemolioides, Cnemoplites, Cnemosioma, Cobelura, Cobria, Coccoderus, Coccothorax, Cochliopalpus, Coelodon, Coelodoniella, Coeloprocta, Coenopoeus, Coeruleoglaucytes, Coleocoptus, Coleomethia, Coleoxestia, Coleroidion, Collyrodes, Colobeutrypanus, Colobizus, Coloborhomboides, Colobothea, Colobothina, Colombicallia, Columbicella, Colynthaea, Comacmaeops, Combe, Cometes, Cometochus, Compsa, Compsibidion, Compsoceridius, Compsocerus, Compsomera, Compsopyris, Compsosoma, Comusia, Conamblys, Coniolachnus, Conizonia, Conobrium, Conopogaster, Conosphaeron, Conoxillus, Contoderopsis, Contoderus, Coomanum, Coptocercus, Coptoeme, Coptomma, Coptops, Coptosia, Corallancyla, Corcovado, Cordites, Cordoxylamia, Cordylomera, Coremia, Corennys, Corestetha, Coresthetida, Coresthetopsis, Corimbion, Corioeme, Cornallis, Cornuchariesthes, Cornumutila, Cornuscoparia, Coroicoia, Corrhenes, Corrhenispia, Corrhenodes, Cortodera, Corupella, Corus, Corynellus, Corynofrea, Coscinedes, Coscinesthes, Cosmisoma, Cosmisomopsis, Cosmocerus, Cosmoplatidius, Cosmoplatus, Cosmosalia, Cosmotoma, Cosmotomidius, Costemilophus, Cotyachryson, Cotyadesmus, Cotychroma, Cotycicuiara, Cotyclytus, Cotycuara, Cotynessa, Cotyperiboeum, Cotyschnolea, Cotysomerida, Cotyzineus, Craspedoderus, Crassichroma, Cratotragus, Cremnosterna, Cremys, Cribraedoeus, Cribragapanthia, Cribrihammus, Cribrochamus, Cribrohammus, Crinarnoldius, Crinotarsus, Criocerinus, Criodion, Crioprosopus, Criopsis, Cristaerenea, Cristaphanes, Cristatosybra, Cristenes, Cristepilysta, Cristeryssamena, Cristhippopsis, Cristhybolasius, Cristipocregyes, Cristisse, Cristoberea, Cristocentrus, Cristodesisa, Cristoopsis, Cristophyllarthrius, Cristorhodopina, Cristurges, Crossidius, Crossocnemis, Crossomeles, Crossotus, Crotchiella, Crucihammus, Crucitragus, Cryptobelus, Cryptobias, Cryptocranium, Ctenodes, Ctenomaeus, Ctenoplon, Ctenoscelis, Cubaecola, Cubilia, Cubilioides, Cuicirama, Cuiciuna, Cupanoscelis, Cupecuara, Cupeyalia, Curiofrea, Curitiba, Curius, Curtomerus, Curuapira, Cyanagapanthia, Cyanamphoecus, Cyaneophytoecia, Cyanolipton, Cyanomethia, Cyardium, Cyclocranium, Cyclopeplus, Cycloprionus, Cyclotaenia, Cycnidolon, Cycnoderus, Cydros, Cylicasta, Cylindilla, Cylindrecamptus, Cylindrepomus, Cylindrommata, Cylindrophelipara, Cylindrosybra, Cylindrothorax, Cymaterus, Cymatonycha, Cymatura, Cyocyphax, Cyphonotida, Cyphoscyla, Cyphosterna, Cyriopalus, Cyriotasiastes, Cyrtillus, Cyrtinoopsis, Cyrtinus, Cyrtoclytus, Cyrtocris, Cyrtogrammus, Cyrtonops, Cyrtophorus, Dadoychus, Dalitera, Dandamis, Daramus, Dasyerrus, Daxata, Decarthria, Decellia, Declivocondyloides, Dectes, Dedya, Deilus, Dejanira, Delagrangeus, Delemodacrys, Deliathis, Delilah, Delocheilus, Deltaspis, Deltosoma, Demagogus, Demelius, Demodes, Demodioides, Demomisis, Demonassa, Demonax, Demophoo, Dendrides, Denticerus, Depsages, Derancistrodes, Derancistrus, Derbidia, Dere, Derelophis, Deremius, Deretrachys, Derobrachus, Derolophodes, Derolus, Derolydnus, Deroplia, Desisa, Desisella, Desisopsis, Desmiphora, Desmiphoropsis, Desmocerus, Desmoderus, Deucalion, Dexithea, Diadelia, Diadelioides, Diadeliomimus, Dialeges, Diallus, Diamecyna, Diamitosa, Diaspila, Diasporidion, Diastellopterus, Diastocera, Diastosphya, Diastrophosternus, Diasybra, Diaxenes, Dicelosternus, Dicentrus, Dichostates, Dichostatoides, Dicra, Dicranoderes, Dictamnia, Dictator, Didymocantha, Didymocentrotus, Didyochamus, Diexia, Dihammaphora, Dihammaphoroides, Dilachnus, Diliolophus, Dilocerus, Dinocephaloides, Dinocephalus, Dinoptera, Dinopteroides, Dioridium, Diorthus, Diorus, Diosyris, Diotimana, Diphyrama, Diploschema, Diplothorax, Diptychoeme, Diringsiella, Dirocoremia, Disaulax, Discoceps, Discolops, Discopus, Diseoblax, Disgregus, Dissaporus, Dissopachys, Distenia, Disteniazteca, Disternopsis, Distichocera, Djabiria, Docohammus, Docolamia, Dodecaibidion, Dodechariesthes, Dodecocerus, Dodecosis, Doesburgia, Doesus, Dohertyorsidis, Dokhtouroffia, Dolichaspis, Dolichepilysta, Dolichestola, Dolichoplomelas, Dolichoprosopus, Dolichoropica, Dolichostyrax, Dolichosybra, Doliops, Dolomius, Dolopharoides, Dolophrades, Domitia, Dorcacerus, Dorcadida, Dorcadion, Dorcadiopsis, Dorcaschema, Dorcaschesis, Dorcasina, Dorcasomus, Dorcasta, Dorcianus, Dorcoeax, Dorjia, Dorysthenes, Dotoramades, Dragomiris, Dragoneutes, Drascalia, Driopea, Droserotoma, Drototelus, Drumontiana, Dryana, Drychateres, Drycothaea, Drymochares, Dryobius, Dryoctenes, Dubianella, Dubiefostola, Dufauxia, Duffyia, Duffyoemida, Dundaia, Dyemus, Dyenmonus, Dymascus, Dymasius, Dymorphocosmisoma, Dynamostes, Dysiatus, Dysmathosoma, Dystasia, Dystasiopsis, Dysthaeta, Dystomorphus, Earinis, Ebaeides, Eboraphyllus, Eburella, Eburia, Eburiaca, Eburilla, Eburiola, Eburiomorpha, Eburodacrys, Eburodacrystola, Eburophora, Eburostola, Eccrisis, Echaristha, Echinovelleda, Echthistatodes, Echthistatus, Eclipta, Ecliptoides,Ecliptophanes, Ecoporanga, Ectatina, Ectatosia, Ecteneolus, Ectenessa, Ectenesseca, Ectenessidia, Ecthoea, Ectinogramma, Ectinope, Ecyroschema, Ecyrus, Eczemotellus, Eczemotes, Eczemothea, Eduardiella, Egalicia, Egesina, Elacomia, Elaidius, Elaphidion, Elaphidionopsis, Elaphopsis, Elaptoides, Elaptus, Elasmotena, Elateropsis, Elatotrypes, Eleanor, Elegantometallyra, Elegantozoum, Elelea, Eleothinus, Eligmoderma, Elongatocontoderus, Elongatohomelix, Elongatomerionoeda, Elongatopothyne, Elongatoserixia, Elongatosybra, Elydnus, Elytracanthina, Elytrimitatrix, Elytroleptus, Embrikstrandia, Embryon, Emeileptura, Emenica, Emeopedopsis, Emeopedus, Emphiesmenus, Emphreus, Emphytoecia, Emphytoeciosoma, Enaphalodes, Enaretta, Enchoptera, Encyclops, Endybauna, Eneodes, Enes, Engyum, Enicodes, Enicoeme, Enispiella, Enneaphyllus, Enoplocerus, Enoploderes, Enosmaeus, Enotes, Enotocleptes, Enotogenes, Enotoschema, Entelopes, Entetraommatus, Enthymius, Entomosterna, Eodalis, Eodorcadion, Eohyllisia, Eoporis, Eosthenias, Eosybra, Eotithoes, Epacroplon, Epania, Epaphra, Epectasis, Epepeotes, Ephiales, Ephies, Epianthe, Epiblapsilon, Epiblepisanis, Epicasta, Epicedia, Epiclytus, Epidichostates, Epidiscoceps, Epiglenea, Epilysta, Epilystoides, Epimelitta, Epimesosa, Epipedocera, Epipodocarpus, Epirochroa, Epirochroides, Episacus, Epithora, Epitophysis, Eponina, Epopea, Epropetes, Epuraecha, Eranina, Eraninella, Ereis, Eremon, Eremophanes, Eremophanoides, Eremosybra, Ergates, Erichsonia, Eriocharis, Erioderus, Eriphosoma, Eriphus, Erlandia, Eroschema, Erosida, Erphaea, Eryalus, Eryphus, Erythraenus, Erythresthes, Erythrocalla, Erythrochiton, Erythroclea, Erythroplatys, Erythropterus, Erythrus, Esaete, Esaguasu, Esamirim, Esmeralda, Esonius, Esseiachryson, Essisus, Essostrutha, Essostruthella, Esthlogena, Esthlogenopsis, Estigmenida, Estola, Estoloderces, Estoloides, Estolomimus, Etaxalus, Ethemon, Ethioeme, Ethiolygrus, Etimasu, Etiosaphanus, Etorofus, Etymosphaerion, Eucharassus, Eucharitolus, Eucilmus, Eucomatocera, Eucrossus, Eudaphisia, Euderces, Eudesmus, Eudianodes, Eudihammus, Eudistenia, Eudryoctenes, Euestola, Eugamandus, Eugoides, Eugrapheus, Eulachnesia, Eulitoclonius, Eulitopus, Eumathes, Eumecocera, Eumichthus, Eumimesis, Eunidia, Eunidiella, Eunidiopsis, Euoplia, Eupalelius, Eupalessa, Eupempelus, Eupogoniopsis, Eupogonius, Euporus, Eupromera, Eupromerella, Eupromus, Euryarthrum, Eurycallinus, Euryclelia, Euryclytosemia, Eurycoptosia, Euryestola, Eurylemma, Eurymerus, Eurymesosa, Eurynassa, Euryphagus, Euryphryneta, Euryplocia, Eurypoda, Euryprosopus, Euryptera, Euryscelis, Eurysops, Eurysthea, Euryxaenapta, Euryzeargyra, Eusapia, Euseboides, Eusphaerium, Eustathes, Eusthenomus, Eustrangalis, Eustromula, Eusyntheta, Eutaenia, Euteleuta, Eutetrapha, Euthima, Euthyastus, Eutrichillus, Eutrypanus, Evgenius, Evgoa, Evodinus, Exaeretiformis, Exalcidion, Exallancyla, Exalphus, Examnes, Exarrhenodes, Exarrhenus, Eximia, Exocentrancylistes, Exocentroides, Exocentrus, Exoparyphus, Eyiaba, Fallacia, Falsacalolepta, Falsacanthocinus, Falsadjinga, Falsagnia, Falsallophyton, Falsamblesthis, Falsamblymora, Falsanoplistes, Falsapolia, Falsapomecyna, Falsatimura, Falsenicodes, Falsepilysta, Falsestoloides, Falseunidia, Falsexocentroides, Falsexocentrus, Falshomelix, Falsidactus, Falsimalmus, Falsischnolea, Falsobiobessa, Falsobrium, Falsocacia, Falsoceraegidion, Falsocleptometopus, Falsocoedomea, Falsocularia, Falsocylindropomus, Falsodihammus, Falsohippopsicon, Falsohomaemota, Falsohyagnis, Falsohyllisia, Falsoibidion, Falsomassicus, Falsomelanauster, Falsomesosella, Falsometopides, Falsomoechotypa, Falsomoechotypoides, Falsonyctopais, Falsoparmena, Falsoplocia, Falsoprosoplus, Falsoropica, Falsoropicoides, Falsorsidis, Falsoserixia, Falsosophronica, Falsostesilea, Falsoterinaea, Falsoterinaeopsis, Falsotmesisternus, Falsotrachystola, Falsotragiscus, Falsovelleda, Falsoxeanodera, Falsozeargyra, Falsozorilispe, Falsozorispiella, Fasciculacmocera, Fasciculancylistes, Fasciculapomecyna, Faustabryna, Fehmii, Filipinmulciber, Fisherostylus, Flabellomorphus, Formicomimus, Formosopyrrhona, Formosotoxotus, Formozotroctes, Fortuneleptura, Frankluquetia, Frea, Freadelpha, Frearanova, Fredlanea, Fredlanella, Fregolia, Freocoroides, Freocorus, Freocrossotus, Freoexocentrus, Freopsis, Frondipedia, Furona, Gabunsaphanidus, Gagarinia, Gahania, Galileoana, Galissus, Gambria, Ganosomus, Garissa, Garnierius, Gasponia, Gastrophacodes, Gastrosarus, Gauresthes, Gaurotes, Gaurotina, Gaurotinus, Geloharpya, Gelonaetha, Gemylus, Gennarus, Georgiana, Gerania, Gerdberndia, Gerdius, Geropa, Gestriana, Geteuma, Gibbestola, Gibbestoloides, Gibbocerambyx, Gibbohammus, Gibbomesosella, Giesbertella, Giesbertia, Gigantopalimna, Gigantotrichoderes, Gisostola, Glaphyra, Glaucotes, Glaucytes, Glenea, Gleneonupserha, Glenida, Glomibidion, Glycobius, Glyphosoma, Glypthaga, Glyptoceridion, Glyptoscapus, Gnaphalodes, Gnathoenia, Gnatholea, Gnatholeophanes, Gnathonyx, Gnathopraxithea, Gnathostrangalia, Gnoma, Gnomibidion, Gnomidolon, Gnomodes, Goatacara, Goephanes, Goephanomimus, Goes, Golsinda, Gonyacantha, Gortonia, Gorybia, Gounellea, Gounelloeme, Gourbeyrella, Graciella, Gracilia, Gracilichroma, Graciliderolus, Gracililamia, Gracilinitocris, Gracilosphya, Graminea, Grammicosum, Grammoechus, Grammopsis, Grammopsoides, Grammoptera, Grammoxyla, Granastyochus, Granolamia, Granopothyne, Granulenotes, Granulhepomidion, Granulorsidis, Graphicoglaucytes, Graphidessa, Graphisurus, Gressittichroma, Griphapex, Grupiara, Gryllica, Grynex, Guayuriba, Guedesia, Guerryus, Guitelia, Gurubira, Guttulamia, Gyarancita, Gyaritodes, Gyaritus, Gymnocerina, Gymnocerus, Gymnopsyra, Gymnostylus, Gyrpanetes, Hadimus, Hadroibidion, Hadromastix, Haenkea, Hainanhammus, Hallothamus, Halme, Halmenida, Hamatastus, Hamaticherus, Haplidoeme, Haplidus, Haploeax, Haploparmena, Haplopsebium, Haplorhabdus, Haplothrix, Harimius, Harringtonia, Haruspex, Hastatis, Hastertia, Hathliodes, Hathliolophia, Hawaiiandra, Hayashichroma, Hayashiechthistatus, Hayashiella, Hebestola, Hechinoschema, Hecphora, Hecyra, Hecyroides, Hecyromorpha, Hedypathes, Heffernia, Helenoglaucytes, Heliolus, Helladia, Helminda, Helvina, Helymaeus, Hemadius, Hemesthocera, Hemicladus, Hemicryllis, Hemierana, Hemilissa, Hemilissopsis, Hemiloapis, Hemilocrinitus, Hemilomecopterus, Hemilophus, Hephaestioides, Hephaestion, Hephialtes, Hepomidion, Herophila, Herozoum, Hesperanoplium, Hespereburia, Hesperoclytus, Hesperoferus, Hesperophanes, Hesperophanoschema, Hesperophymatus, Hesthesis, Hestimidius, Hestimoides, Hesycha, Hesychotypa, Heterachthes, Heteraedoeus, Heteraneflus, Heteresmia, Heteroclytomorpha, Heterocompsa, Heteroglenea, Heterometopia, Heteropalpoides, Heteropalpus, Heterophilus, Heterops, Heterosaphanus, Heterotaxalus, Hexacona, Hexamitodera, Hexarrhopala, Hexatricha, Hexocycnidolon, Hexoplon, Hiekeia, Hilarolea, Hilaroleopsis, Hileolaspis, Hilobothea, Hippaphesis, Hippocephala, Hippopsicon, Hippopsis, Hirtaeschopalaea, Hirticallia, Hirticlytus, Hirtobrasilianus, Hisarai, Hispastathes, Hispomorpha, Hoegea, Holoaerenica, Hologaster, Hololeprus, Holonotus, Holopleura, Holopterus, Holorusius, Holosphaga, Homaemota, Homaloidion, Homalomelas, Homelix, Homoeophloeus, Homogenes, Homonoea, Hoplathemistus, Hoplideres, Hoplidosterus, Hoplistocerus, Hoplistonychus, Hoplocerambyx, Hoplocleptes, Hoplogrammicosum, Hoplomeces, Hoplomelas, Hoplorana, Hoploranomimus, Hormathus, Hosmaeus, Hospes, Hotarionomus, Hovatoma, Hovorea, Hovorelus, Hovorestenia, Hovorodon, Howea, Hudepohlellus, Huedepohlia, Huedepohliana, Huequenia, Hukaruana, Hyagnis, Hyagnoides, Hybodera, Hybolasiellus, Hybolasiopsis, Hybolasius, Hybometopia, Hyborhabdus, Hybunca, Hydraschema, Hyleoza, Hylettus, Hyllisia, Hyllisiopsis, Hylomela, Hylorus, Hylotrupes, Hypamazso, Hypargyra, Hypatium, Hyperplatys, Hypexilis, Hyphus, Hypocacia, Hypocephalus, Hypocrites, Hypoeschrus, Hypogenes, Hypomares, Hypomia, Hypostilbus, Hypselomus, Hypsideres, Hypsideroides, Hypsioma, Hystatoderes, Hystatus, Hysterarthron, Ialyssus, Iaquira, Iareonycha, Iarucanga, Iatuca, Iberodorcadion, Ibidion, Ibidionidum, Ibitiruna, Icariotis, Icaunauna, Icelastatis, Ichthyodes, Icimauna, Icosium, Icublabia, Icupima, Idactus, Idephrynus, Ideratus, Idiocalla, Idiopidonia, Idiopsebium, Idiostrangalia, Idobrium, Igualda, Illaena, Imantocera, Imbrius, Imerinus, Inermaegocidnus, Inermestola, Inermestoloides, Inermoleiopus, Inermomulciber, Inermoparmena, Insuetaspis, Insulochamus, Intricatotrypanius, Ioesse, Iothocera, Ipepo, Iphiothe, Iphra, Ipochira, Ipochiromima, Ipochus, Ipothalia, Ippitoides, Iproca, Iquiara, Iquiracetima, Iranobrium, Iresioides, Ironeus, Irundiaba, Irundisaua, Ischasia, Ischasioides, Ischiocentra, Ischioderes, Ischioloncha, Ischionodonta, Ischionorox, Ischioplites, Ischiosioma, Ischnauchen, Ischnia, Ischnocnemis, Ischnodora, Ischnolea, Ischnoleomimus, Ischnophygas, Ischnorrhabda, Ischnostrangalis, Ischnotes, Isochariesthes, Isomerida, Isosaphanodes, Isosaphanus, Isostenygra, Isotomus, Isotrium, Isse, Isthmiade, Itaclytus, Itaituba, Itajutinga, Ites, Itheum, Ithocritus, Itumbiara, Iuaca, Iuati, Iurubanga, Jadotia, Jamesia, Jampruca, Jamwonus, Janidera, Japanomesosa, Japanostrangalia, Japonopsimus, Jeanvoinea, Jebusaea, Jendekia, Jolyellus, Jonthodes, Jonthodina, Jordanoleiopus, Judolia, Judolidia, Juiaparus, Juninia, Jupoata, Jurua, Kabatekiella, Kabylophytoecia, Kallyntrosternidius, Kalore, Kanekoa, Katarinia, Kazuoclytus, Kenyavelleda, Kenyoeme, Kerochariesthes, Kerodiadelia, Khampaseuthia, Kirgizobia, Knulliana, Kolonibidion, Komiyandra, Konoa, Kuatinga, Kuatuniana, Kudekanye, Kunaibidion, Kunbir, Kurarua, Kyranycha, Lachaerus, Lachneophysis, Lachnia, Lachnopterus, Lacordairina, Laedorcari, Laelida, Lagocheirus, Lagrida, Lamacoscylus, Lamia, Lamidorcadion, Lamiessa, Lamiomimus, Lamproclytus, Lampropterus, Lanephus, Languriomorpha, Laodemonax, Laodora, Laokaya, Laoleptura, Laopania, Laosepilysta, Laosobrium, Laoterinaea, Lapazina, Laraesima, Lasiocercis, Lasiogaster, Lasiolepturges, Lasiopezus, Lasiophrys, Latabryna, Latecyrtidus, Lathroeus, Lathusia, Laticranium, Latisternum, Lautarus, Lebisia, Leioderes, Leiophysis, Leiopus, Leiotoma, Lemula, Lentalius, Leonaedoeus, Leontiprionus, Leprodera, Lepromoris, Leptachrous, Leptalia, Leptaschema, Leptenicodes, Leptepania, Leptochoriolaus, Leptocometes, Leptocyrtinus, Leptoeme, Leptomesosa, Leptomesosella, Leptonota, Leptophaula, Leptorhabdium, Leptosiella, Leptostrangalia, Leptostylopsis, Leptostylus, Leptoxenus, Leptrichillus, Leptura, Lepturalia, Lepturasta, Lepturdrys, Lepturgantes, Lepturges, Lepturginus, Lepturgotrichona, Lepturobosca, Lepturomyia, Lepturonota, Lepturopsis, Lepturoschema, Lepturovespa, Lesbates, Lesbra, Lethes, Leucographus, Leucophoebe, Leuronotus, Leus, Lianema, Liberedaxia, Licracantha, Limernaea, Limozota, Linda, Lingoria, Linopodius, Linopteridius, Linopteropsis, Linsleychroma, Linsleyonides, Linyra, Lioderina, Liogramma, Liosteburia, Liostola, Liosynaphaeta, Lissoeme, Lissonomimus, Lissonoschema, Lissonotus, Lissonotypus, Lissozodes, Listrocerum, Listroptera, Lithargyrus, Litopus, Lobarthron, Loboberea, Lochmaeocles, Lochmodocerus, Logaeus, Logisticus, Longelinopodius, Longipalpus, Lophalia, Lophopoenopsis, Lophopoeum, Lophopogonius, Lophoschema, Lucasianus, Lulua, Lundgrenosis, Luscosmodicum, Lustrocomus, Luzonoparmena, Lycaneptia, Lychrosimorphus, Lycidocerus, Lycidola, Lycochoriolaus, Lycomimus, Lycomorphoides, Lycosomus, Lydipta, Lygesis, Lygistopteroides, Lygrocharis, Lygrus, Lypsimena, Macellidiopygus, Macrambyx, Macrocamptus, Macrochenus, Macrochia, Macrochoriolaus, Macrocleptes, Macrodontia, Macroeme, Macrohammus, Macroleptura, Macronemus, Macrones, Macrophysis, Macropidonia, Macropophora, Macropraonetha, Macroprionus, Macropsebium, Macrorhabdium, Macroropica, Macrosaspis, Macrospina, Macrotoma, Maculileiopus, Madecassometallyra, Magaliella, Magninia, Mahenes, Mahenoides, Maisi, Malacopterus, Malacoscylus, Malagassycarilia, Malayanomolorchus, Mallaspis, Mallocera, Malloderma, Mallodon, Mallodonhoplus, Mallodonopsis, Mallonia, Mallosia, Mallosiola, Mallosoma, Malobidion, Maltheba, Malthonea, Malukandra, Mandibularia, Mannophorus, Mantitheus, Marauna, Marensis, Margites, Mariliana, Maripanus, Marmaroglypha, Marmylaris, Marocaulus, Martinsellus, Martinsia, Marupiara, Masatopes, Mascarenobrium, Massicus, Mastododera, Mattania, Maublancancylistes, Maublancia, Mauesia, Maulia, Mauritiobrium, Mecas, Mecasoma, Mecometopus, Mecosarthron, Mecosaspis, Mecotetartus, Mecynippus, Mecynome, Mecynopus, Megabasis, Megacera, Megaceron, Megacheuma, Megachoriolaus, Megacoelus, Megacriodes, Megacyllene, Megaderus, Megalobrimus, Megalofrea, Megaloharpya, Meganeflus, Meganoplium, Megapedion, Megapsyrassa, Megasemum, Megasticus, Megobaralipton, Megobrium, Megopis, Megosmidus, Meiyingia, Melanesiandra, Melanopais, Melanopolia, Melathemma, Melegena, Meliochamus, Meloemorpha, Melzerella, Melzerina, Melzerus, Mendesina, Menesia, Menesida, Menyllus, Mephritus, Meridiotroctes, Meriellum, Meringodes, Merionoeda, Merionoedina, Merionoedopsis, Merocoremia, Meroscelisus, Meryeurus, Mesathemistus, Mesechthistatus, Mesestola, Mesiphiastus, Mesocacia, Mesoereis, Mesolamia, Mesolita, Mesoprionus, Mesosa, Mesosaimia, Mesosella, Mesotroea, Metacmaeops, Metacopa, Metacoptops, Metacriodion, Metadriopea, Metagnoma, Metalamia, Metaleptus, Metallichroma, Metalliglaucytes, Metalloeme, Metallographeus, Metalloleptura, Metallonupserha, Metallyra, Metalocerus, Metamecyna, Metamecynopsis, Metamulciber, Metaperiaptodes, Metaphrenon, Metastrangalis, Metasulenus, Metepilysta, Methia, Methicula, Methioeme, Methioides, Metipocregyes, Metironeus, Meton, Metopides, Metopocoilus, Metopoplectus, Metopotylus, Metoxylamia, Mexicoscylus, Meximia, Micatocomus, Miccolamia, Michthisoma, Micrambyx, Micraneflus, Micranoplium, Microarthron, Microcacia, Microcanus, Microcapnolymma, Microcleptes, Microclytus, Microcriodes, Microcymatura, Microdebilissa, Microderolus, Microdorcadion, Microdymasius, Microgoes, Microhoplomelas, Microibidion, Microlamia, Microlenecamptus, Microlera, Microleroides, Microleropsis, Microloa, Microlophia, Micromaeus, Micromandibularia, Micromelopus, Micronoemia, Micropelta, Microphysis, Microplia, Microplocia, Microplophorus, Micropraonetha, Micropsyrassa, Microrhodopina, Microrhodopis, Microsomatidia, Microtragoides, Microtragus, Microxylorhiza, Micurus, Midamiella, Migdolus, Migmocera, Migorybia, Migsideres, Miguelia, Millotsaphanidius, Milothris, Miltesthus, Mimabryna, Mimacalolepta, Mimacanthocinus, Mimacmocera, Mimacronia, Mimaderpas, Mimadjinga, Mimaelara, Mimagelasta, Mimagnia, Mimalblymoroides, Mimamblesthidus, Mimanancylus, Mimancylistes, Mimanhammus, Mimapatelarthron, Mimapomecyna, Mimapriona, Mimaspurgus, Mimassinia, Mimasyngenes, Mimatimura, Mimatossa, Mimatybe, Mimauxa, Mimechthistatus, Mimectatina, Mimectatosia, Mimecyroschema, Mimenicodes, Mimepaphra, Mimepilysta, Mimepuraecha, Mimeremon, Mimeryssamena, Mimestola, Mimestoloides, Mimetaxalus, Mimeunidia, Mimeuseboides, Mimexocentroides, Mimexocentrus, Mimhoplomelas, Mimiculus, Mimillaena, Mimiphiastus, Mimipochira, Mimiptera, Mimischnia, Mimobatocera, Mimoberea, Mimobybe, Mimocacia, Mimocagosima, Mimocalothyrza, Mimocentrura, Mimoceroplesis, Mimochariergus, Mimochariesthes,  Mimochlorisanis, Mimocoedomea, Mimocoelosterna, Mimocoptosia, Mimocornuscoparia, Mimocorus, Mimocratotragus, Mimocrossotus, Mimocularia, Mimocyrtinoclytus, Mimodesisa, Mimodiadelia, Mimodiaxenes, Mimodorcadion, Mimodriopea, Mimodystasia, Mimoeme, Mimofalsoropica, Mimoglenea, Mimogmodera, Mimognoma, Mimogrynex, Mimogyaritus, Mimohammus, Mimohecyra, Mimohippopsicon, Mimohippopsis, Mimohomonoea, Mimohoplorana, Mimohyagnis, Mimohyllisia, Mimolaelida, Mimolagrida, Mimolaia, Mimolasiocercis, Mimoleiopus, Mimoleprodera, Mimoleuronotus, Mimolochus, Mimolophia, Mimolophioides, Mimomacrochia, Mimomenyllus, Mimommata, Mimomorpha, Mimomulciber, Mimomusonius, Mimomyagrus, Mimomyromeus, Mimonemophas, Mimonephelotus, Mimonicarete, Mimoniphona, Mimonneticus, Mimononyma, Mimononymoides, Mimoopsis, Mimopezus, Mimophaeopate, Mimoplocia, Mimopogonius, Mimopothyne, Mimoprosoplus, Mimopsacothea, Mimoricopis, Mimoropica, Mimorsidis, Mimosaimia, Mimosaperdopsis, Mimoscapeuseboides, Mimosciadella, Mimosebasmia, Mimoserixia, Mimostedes, Mimostenellipsis, Mimosthenias, Mimostrangalia, Mimosybra, Mimotemnosternus, Mimotesthus, Mimotetrorea, Mimothelais, Mimotragocephala, Mimotriammatus, Mimotroea, Mimotropidema, Mimotrypanius, Mimotrysimia, Mimovelleda, Mimovitalisia, Mimoxenolea, Mimoxylamia, Mimoxylotoles, Mimozeargyna, Mimozotale, Mimozygocera, Mimozygoceropsis, Mindanaona, Minibidion, Miniprionus, Minipsyrassa, Minutius, Mionochroma, Miriclytus, Miroclytus, Mispila, Mispilodes, Mispilopsis, Mnemea, Moala, Mocoiasura, Moechohecyra, Moechotypa, Molitones, Molochrus, Molorchineus, Molorchoepania, Molorchus, Mombasius, Momisis, Momisofalsus, Moneilema, Monnechroma, Monnecles, Monneella, Monneellus, Monneoncideres, Monnetyra, Monneus, Monochamus, Monocladum, Monodesmus, Monoplia, Monoxenus, Monstropalpus, Montesia, Montrouzierina, Monzonia, Moratichroma, Mordellistenomimus, Morettus, Morimidius, Morimolamia, Morimonella, Morimopsidius, Morimopsis, Morimospasma, Morimus, Moron, Morphaneflus, Mourgliana, Mulciber, Munamizoa, Mundeu, Murosternum, Murupeaca, Murupi, Murzinia, Musaria, Muscidora, Musius, Musonius, Mussardia, Mutatocoptops, Muxbalia, Myacopterus, Myagrus, Mycerinodes, Mycerinopsis, Mycerinus, Mydasta, Mygalobas, Mynonebra, Mynonoma, Mynoparmena, Myonebrides, Myopsocometes, Myoxinus, Myoxomorpha, Myrmecoclytus, Myrmeocorus, Myrmexocentroides, Myromeus, Myromexocentrus, Myrsellus, Myrsinus, Mystacophorus, Mysteria, Mystrocnemis, Mystrosa, Mythodes, Mythozoum, Myzomorphus, Nadezhdiana, Nadezhdiella, Nakanea, Namiboeme, Namibomeces, Nanilla, Nannoprionus, Nanohammus, Nanostrangalia, Nanustes, Nastocerus, Nathriobrium, Nathrioglaphyra, Nathrius, Navosoma, Navosomopsis, Neacanista, Neachryson, Nealcidion, Neandra, Neaneflus, Neanthophylax, Necalphus, Neclamia, Necydalis, Necydalopsis, Necydalosaurus, Nedine, Nedytisis, Neholopterus, Nemaschema, Nemognathomimus, Nemophas, Nemotragus, Nenenia, Neoachryson, Neoalosterna, Neoamphion, Neobaryssinus, Neobellamira, Neobethelium, Neobrachychilus, Neocalamobius, Neocallia, Neocarolus, Neocerambyx, Neochariesthes, Neocherentes, Neochrysoprasis, Neoclosterus, Neoclytus, Neocolobura, Neocompsa, Neocorestheta, Neocoridolon, Neocorus, Neocrossidius, Neoctoplon, Neodiadelia, Neodihammus, Neodillonia, Neodorcadion, Neoeburia, Neoeme, Neoencyclops, Neoepaphra, Neoeryssamena, Neoeutrypanus, Neofreocorus, Neogalissus, Neognomidolon, Neohebestola, Neohecyra, Neohoplonotus, Neohylus, Neoischnolea, Neolampedusa, Neoleptura, Neoludwigia, Neolygrus, Neoma, Neomallocera, Neomallodon, Neomarius, Neomoema, Neomusaria, Neonitocris, Neopachystola, Neopalame, Neoperiboeum, Neophrissoma, Neophygopoda, Neopibanga, Neopiciella, Neoplectrura, Neoplocaederus, Neopoeciloderma, Neopotiatuca, Neoptychodes, Neoregostoma, Neorhamnusium, Neorygocera, Neosarmydus, Neosciadella, Neoserixia, Neosomatidia, Neospondylis, Neostenus, Neosybra, Neotaphos, Neotaranomis, Neotrachystola, Neotropidion, Neouracanthus, Neoxantha, Neoxenicotela, Neozodes, Nepagyrtes, Nephalioides, Nephalius, Nephelotus, Nephithea, Nepiodes, Nericonia, Nesanoplium, Neseuterpia, Nesiosphaerion, Nesobrium, Nesodes, Nesoeme, Nesomomus, Nesophanes, Nesopriona, Nesopsebium, Nesosmodicum, Nesozineus, Nethinius, Nicarete, Nicias, Nicomioides, Nida, Nidella, Nigrolamia, Niisatochroma, Niophis, Niphabryna, Niphecyra, Nipholophia, Niphona, Niphonatossa, Niphoparmena, Niphoparmenoides, Niphopterolophia, Niphoropica, Niphosaperda, Niphosoma, Niphotragulus, Niphovelleda, Niponostenostola, Niraeus, Nisibistum, Nitakeris, Nitidobrium, Nivellia, Nivelliomorpha, Nobuosciades, Noctileptura, Nodubothea, Noeconia, Noemia, Noguerana, Nonochamus, Nonyma, Nonymodiadelia, Nortia, Nosavana, Noserius, Nothopleurus, Nothoprodontia, Nothopygus, Nothorhina, Notoceresium, Notocorrhenes, Notomulciber, Notophysis, Notorhabdium, Notosphaeridion, Novaeglaucytes, Novantinoe, Novorondonia, Nubosoplatus, Nungena, Nupseranodes, Nupserha, Nupserhoglenea, Nupseroberea, Nustera, Nyctimenius, Nyctonympha, Nyctopais, Nyoma, Nyphasia, Nyssicostylus, Nyssicus, Nyssocarinus, Nyssocuneus, Nyssodectes, Nyssodrysilla, Nyssodrysina, Nyssodrysternum, Nyssosternus, Obages, Oberea, Obereoides, Obereopsis, Obrida, Obrioclytus, Obrium, Obscuropterus, Ocalemia, Oceanomegopis, Ochimus, Ochraethes, Ochrocesis, Ochrocydus, Ochrodion, Ochromima, Ochroptera, Ochrus, Ochyra, Ocoa, Ocroeme, Octotapnia, Ocularia, Oculipetilus, Oculobrium, Oculohammus, Odontocera, Odontolamia, Odontorhabdus, Odontozineus, Odzala, Oeax, Oebarina, Oectropsis, Oedecnema, Oedenoderus, Oedopeza, Oedudes, Oeme, Oemida, Oemodana, Oemona, Oemophanes, Oemospila, Ogmodera, Ogmoderidius, Ohbayashia, Oiceaca, Oihus, Okamira, Olenecamptus, Olenosus, Olethrius, Olexandrella, Oligoenoplus, Oligosmerus, Olivensa, Olmotega, Oloessa, Ombrosaga, Ommata, Ommidion, Omocyrius, Omodylia, Omophoena, Omosarotes, Omotagus, Omotes, Onalcidion, Oncideres, Oncioderes, Onocephala, Ontochariesthes, Onychocerus, Onychoglenea, Oopsidius, Oopsis, Opacibidion, Opades, Opheltes, Ophryops, Ophtalmibidion, Ophtalmoplon, Ophthalmemeopedus, Ophthalmocydrus, Oplatocera, Oplosia, Opsamates, Opsibidion, Opsidota, Opsies, Opsilia, Opsimus, Optomerus, Oraphanes, Orcesis, Oregostoma, Oreodera, Oriaethus, Orica, Oricopis, Orion, Ornistomus, Ornithia, Oroderes, Oropyrodes, Oroxenofrea, Orphnodula, Orsidis, Orteguaza, Orthochoriolaus, Ortholeptura, Orthomegas, Orthosoma, Orthostoma, Orwellion, Osmidus, Osmopleura, Osphranteria, Osphryon, Ossibia, Ossonis, Ostedes, Otaromia, Otenis, Othelais, Otheostethus, Othnocerus, Otroea, Otroeopsis, Otteissa, Oupyrrhidium, Ovaloparmena, Oxathres, Oxathridia, Oxilus, Oxycauloeme, Oxycoleus, Oxyhammus, Oxylamia, Oxylia, Oxylopsebus, Oxylymma, Oxymagis, Oxymerus, Oxymirus, Oxyommata, Oxypeltus, Oxypleurus, Oxyprosopus, Ozineus, Ozodera, Ozodes, Ozotroctes, Pacholatkoa, Pachycytes, Pachydissus, Pachylocerus, Pachymerola, Pachypeza, Pachypidonia, Pachysticus, Pachyta, Pachytella, Pachyteria, Pachyticon, Pachytodes, Paktoxotus, Palaeomegopis, Palaeosmodicum, Palaeotrachyderes, Palaeoxylosteus, Palame, Palausybra, Paleohemilophus, Palimna, Palimnodes, Pallidohecyra, Palpibidion, Palpicrassus, Panchylissus, Pandrosos, Panegyrtes, Pannychella, Pannychina, Pantilema, Pantomallus, Pantonyssus, Paphora, Papuandra, Papuleptura, Parabangalaia, Parabaryssinus, Parabatyle, Parabiobessa, Parabixadus, Parablabicentrus, Parablepisanis, Parabrimidius, Parabrimus, Parabryna, Parabunothorax, Parabybe, Paracaciella, Paracalamobius, Paracallia, Paracalybistum, Paracanista, Paracanthocinus, Paracanthosybra, Paracartus, Paracedemon, Parachalastinus, Parachariesthes, Parachelidonium, Parachydaeopsis, Paracleodoxus, Paracleonice, Paraclodia, Paraclytemnestra, Paraclytus, Paracnemolia, Paracoedomea, Paracolobizus, Paracomeron, Paracometes, Paracompsa, Paracompsosoma, Paracondyloides, Paracoptops, Paracornallis, Paracorrhenes, Paracorupella, Paracorus, Paracriodion, Paracristenes, Paracristocentrus, Paracrossotus, Paracyclotaenia, Paracyriothasastes, Paradandamis, Paradaxata, Paraderpas, Paradesisa, Paradesmiphora, Paradeucalion, Paradiadelia, Paradiallus, Paradichostathes, Paradidymocentrus, Paradiexia, Paradihammus, Paradinocephalus, Paradiscopus, Paradisterna, Paradistichocera, Paradjinga, Paradocus, Paradoliops, Paradriopea, Paradrycothaea, Paradyemus, Paradystus, Paraegocidnus, Paraenicodes, Paraepepeotes, Paraesylacris, Paraëthecerus, Parafrea, Parafreoides, Paragasponia, Paraglenea, Paragnia, Paragniopsis, Paragolsinda, Paragortonia, Paragraciella, Paragrynex, Paraguitelia, Parahathlia, Parahephaestion, Parahepomidion, Parahiekeia, Paraholopterus, Parahovatoma, Parahyagnis, Parahybolasius, Parahyllisia, Parahyphus, Parajoesse, Parakimerus, Paralamiodorcadion, Paralatisternum, Paralcidion, Paraleiopus, Paraleprodera, Paraleptidea, Paraleptoeme, Paraliostola, Paralissoeme, Paralogisticus, Paralophia, Paralychrosimorphus, Paralygesis, Paramacrotoma, Paramallosia, Paramartinsia, Paramblesthidopsis, Paramblymora, Paramecyna, Paramelanauster, Paramenesia, Paramenyllus, Paramesosella, Parametopides, Paramigdolus, Paramimiculus, Paramimistena, Paramispila, Paramispilopsis, Paramoechotypa, Paramombasius, Paramonoxenus, Paramoron, Paramulciber, Paramurosternum, Paramusonius, Paramussardia, Paramussardiana, Paramyrmecoclytus, Paramyromeus, Paranaches, Paranaesthetis, Paranaleptes, Paranamera, Paranandra, Parananilla, Paranaspia, Paranauxesis, Parancylistes, Parandra, Parandraceps, Parandrocephalus, Paraneosybra, Paranhammus, Paranicomia, Paraniphona, Paranisopodus, Paranitocris, Paranomoderus, Paranonyma, Paranoplium, Paranyssicus, Paraocalemia, Parapantonyssus, Parapeba, Parapeleconus, Parapezus, Paraphacodes, Paraphanis, Paraphemone, Paraphilomecyna, Paraphloeopsis, Paraphosphorus, Paraphronastes, Paraphryneta, Paraplagiomus, Paraplanodes, Parapolyacanthia, Parapolytretus, Parapomempsoides, Parapotemnemus, Paraprobatius, Paraprotomocerus, Parapteridotelus, Parapythais, Pararhopaloscelides, Pararhytiphora, Pararondibilis, Pararopica, Parasalpinia, Parasalvazaon, Paraschoenionta, Parasemnus, Parasemolea, Paraserixia, Paraskeletodes, Parasmermus, Parasolymus, Parasomatidia, Parasophronica, Parasophronicomimus, Parasophroniella, Parasphaerion, Parasphallenum, Parasphigmothorax, Paraspilotragus, Parastathes, Parastathmodera, Parastenostola, Parastesilea, Parasthenias, Parastizocera, Parastrangalis, Parastrongylaspis, Parasulenus, Parasumelis, Parasybra, Parasybropis, Paratemnopis, Paratenthras, Paratessaropa, Paratesta, Parathemistus, Paratheocris, Paratheresina, Parathetesis, Parathyastus, Parathyestes, Parathylactus, Parathylia, Paratimia, Paratimiola, Paratlepolemoides, Paratophysis, Paratrachysomus, Paratragon, Paratritania, Paratropidema, Paratrypanius, Paratybe, Parauna, Parauxa, Parauxesis, Paravelleda, Paraxenolea, Paraxoes, Paraxylocrius, Paraxylotoles, Parazorilispe, Parazosmotes, Parazosne, Parazygocera, Pardaloberea, Pareccrisis, Parecharista, Parechthistatus, Parectatina, Parectatosia, Parecyroschema, Parelaphidion, Parelaptus, Paremeopedus, Parentelopes, Pareoporis, Parepectasoides, Parepicedia, Parepilysta, Parepimelitta, Parereis, Pareryssamena, Paressisus, Parestola, Paretaxalus, Pareunidia, Pareuseboides, Pareutaenia, Pareutetrapha, Parevander, Parexarrhenus, Parexocentrus, Parhaplothrix, Parhecyra, Parhippopsicon, Parhippopsis, Parichthyodes, Paridactus, Paripochira, Paripocregyes, Pariproca, Parischasia, Parischnolea, Parmena, Parmenolamia, Parmenomorpha, Parmenonta, Parmenopsis, Parmenosoma, Parobages, Parobereopsis, Parochamus, Paroeax, Paroectropsis, Paroecus, Paroeme, Parolamia, Paroligopsis, Paromelix, Parommidion, Paromoeocerus, Paroplites, Paroriaethus, Paroricopis, Parorsidis, Parostedes, Parothelais, Paroxoplus, Parozodera, Parozodes, Parunxia, Paruraecha, Pascoea, Pasiphyle, Pathocerus, Pattalinus, Paulianacmaeops, Paulianometallyra, Pavieia, Peblephaeus, Pectinocallimus, Pectoctenus, Pedostrangalia, Peithona, Pelargoderus, Pelidnopedilon, Peloconus, Pembius, Pempsamacra, Pempteurys, Pemptolasius, Penaherreraus, Penhammus, Penichroa, Pentacosmia, Pentanodes, Penthea, Pentheochaetes, Pentheopraonetha, Penthides, Perarthrus, Periaptodes, Peribasis, Periboeum, Pericasta, Pericorus, Pericycos, Periergates, Periestola, Perigracilia, Perilasius, Perimonochamus, Perissomerus, Perissus, Peritapnia, Peritrox, Pertyia, Peruanus, Petrognatha, Peyeremoceras, Phacellocera, Phacellocerina, Phacellus, Phacodes, Phaea, Phaeapate, Phaedinus, Phalota, Phanis, Phantasis, Phantazoderus, Phantissus, Phaolus, Pharcidodes, Pharsalia, Phasganocnema, Phaula, Phelipara, Phelocalocera, Phelocalocerella, Phemonoides, Phemonopsis, Phesates, Phesatiodes, Phespia, Philematium, Philicus, Philomeces, Philomecyna, Philotoceraeoides, Philotoceraeus, Philus, Phimosia, Phitryonus, Phlaeopsis, Phloeus, Phlyarus, Phlyctaenodes, Phlyctenosis, Phocibidion, Phoebe, Phoebella, Phoebemima, Phoenicus, Phoenidnus, Phoracantha, Phosphorus, Phrissolaus, Phrissoma, Phrissomidius, Phrissomorimus, Phrosyne, Phryneta, Phrynetoides, Phrynetolamia, Phrynetopsis, Phrynidius, Phrynocris, Phrynoeme, Phygopoda, Phygopoides, Phyllarthrius, Phyllocnema, Phyllomaeus, Phyllotodes, Phymasterna, Phymatioderus, Phymatodes, Phyodexia, Physocnemum, Physopleurus, Phytoecia, Phytrocaria, Phyxium, Piampatara, Pibanga, Pidonia, Piesacus, Piesarthrius, Piezarina, Piezasteria, Piezocera, Piezochaerus, Piezogenista, Piezophidion, Piezosecus, Piimuna, Pilemia, Piliranova, Pilisphaerion, Pilomecyna, Pinacosterna, Pingblax, Piodes, Piola, Pirangoclytus, Piratininga, Piruanycha, Piruapsis, Piruauna, Pirulintia, Pithodia, Pithomictus, Pixodarus, Placoclytus, Placoeme, Placoschema, Placosternus, Plagiohammus, Plagiomus, Plagionotulus, Plagionotus, Plagiosarus, Plagithmysus, Planeacanista, Planisticus, Planodema, Planodes, Planopus, Platerosida, Platyarthron, Platycranium, Platycyrtidus, Platygnathus, Platysternus, Plaumanniella, Plaxomicrus, Plectogaster, Plectopsebium, Plectrocerum, Plectrodera, Plectromerus, Plectropygus, Plectroscapoides, Plectroscapus, Plectrura, Pleiarthrocerus, Plerodia, Plesioclytus, Pleuromenus, Plinthocoelium, Plionoma, Plistonax, Plocaederus, Plocia, Plociella, Plutonesthes, Pneumida, Pnigomenus, Podabrocephalus, Podanychroma, Poecilippe, Poecilium, Poecilobactris, Poecilobrium, Poeciloderma, Poecilomallus, Poecilopeplus, Poecilopyrodes, Poeciloxestia, Poekilosoma, Pogonarthron, Pogonillus, Pogonocherus, Poimenesperus, Poliaenus, Politodorcadion, Polyacanthia, Polyarthron, Polylobarthron, Polyoza, Polyphida, Polyphidiopsis, Polyrhaphis, Polyschisis, Polytretus, Polyzonus, Ponchelibius, Porangonycha, Porithea, Porithodes, Poromecyna, Potemnemus, Pothyne, Potiaete, Potiapua, Potiatuca, Potiaxixa, Poticuara, Potisangaba, Praemallaspis, Praolia, Praonethomimus, Praxithea, Pretilia, Prinobius, Prionacalus, Prionapterus, Prionoblemma, Prionocornis, Prionomma, Prionoplus, Prionopsis, Prionotoma, Prionus, Priotyrannus, Priscatoides, Priscilla, Proagapete, Proatimia, Probatiomimus, Probatodes, Procallimus, Proceroblesthis, Procleomenes, Proctocera, Prodomitia, Prodontia, Proeme, Prohylus, Promeces, Promecidus, Pronocera, Pronoplon, Pronuba, Propantodice, Proparasophronica, Proplerodia, Prosemanotus, Prosenella, Proseriphus, Prosidactus, Prosoplus, Prosopocera, Prosopoeme, Prosphilus, Prosternodes, Prosype, Protaxis, Prothema, Prothoracibidion, Protilema, Protilemoides, Protipochus, Protomallocera, Protomocerus, Protonarthron, Protoncideres, Protorhopala, Protorma, Protosphaerion, Protospondylis, Protuberonotum, Proxatrypanius, Psacothea, Psalidocoptus, Psalidognathus, Psalidosphryon, Psapharochrus, Psapharoctes, Psathyrioides, Psebena, Psebium, Psectrocera, Psenocerus, Psephactus, Psephania, Pseudabryna, Pseudacanthocinus, Pseudacorethra, Pseudaelara, Pseudaethomerus, Pseudagaone, Pseudalidus, Pseudalosterna, Pseudanaesthetis, Pseudanamera, Pseudancita, Pseudancylistes, Pseudangulatus, Pseudanhammus, Pseudapomecyna, Pseudapriona, Pseudaprophata, Pseudaristobia, Pseudastylopsis, Pseudauxa, Pseudectatosia, Pseudegalicia, Pseudelasma, Pseudepaphra, Pseudepectasis, Pseudepilysta, Pseuderos, Pseudestola, Pseudestoloides, Pseudetaxalus, Pseudeuclea, Pseudeuseboides, Pseudexocentrus, Pseudhammus, Pseudhecyra, Pseudhepomidion, Pseudhomelix, Pseudhoplomelas, Pseudhoplorana, Pseudichthyodes, Pseudidactus, Pseudimalmus, Pseudiphra, Pseudipochira, Pseudipocragyes, Pseudischnolea, Pseudisthmiade, Pseudobeta, Pseudobixadus, Pseudobixatoides, Pseudobolivarita, Pseudobottegia, Pseudobrimus, Pseudobrium, Pseudobybe, Pseudocalamobius, Pseudocallidium, Pseudocelosterna, Pseudocentruropsis, Pseudocephalus, Pseudoceresium, Pseudochariesthes, Pseudochelidonium, Pseudochlorisanis, Pseudochoeromorpha, Pseudocleomenes, Pseudoclodia, Pseudoclyzomedus, Pseudocobelura, Pseudocoedomea, Pseudocolynthaea, Pseudocomeron, Pseudocometes, Pseudoconizonia, Pseudocoptops, Pseudocoptosia, Pseudocorus, Pseudocriopsis, Pseudoculobrium, Pseudocyriocrates, Pseudodeltaspis, Pseudodidymocentrus, Pseudodihammus, Pseudodisterna, Pseudodoliops, Pseudoechthistatus, Pseudoeriphus, Pseudoeuchitonia, Pseudofrea, Pseudogaurotina, Pseudogenes, Pseudogisostola, Pseudoglenea, Pseudogrammopsis, Pseudoharpya, Pseudohippopsis, Pseudohyllisia, Pseudolatisternum, Pseudolepturges, Pseudolinda, Pseudolmotega, Pseudolophia, Pseudomacrochenus, Pseudomallocera, Pseudomecas, Pseudomeges, Pseudomenyllus, Pseudomethia, Pseudometopides, Pseudomiccolamia, Pseudomonochamus, Pseudomonoxenus, Pseudomoron, Pseudomulciber, Pseudomusaria, Pseudomusius, Pseudomussardia, Pseudomyagrus, Pseudomyrmecion, Pseudomyromeus, Pseudomythodes, Pseudonemophas, Pseudonicarete, Pseudonitocris, Pseudononyma, Pseudonupserha, Pseudoopsis, Pseudopachydissus, Pseudoparanaspia, Pseudoparaphloeus, Pseudoparmena, Pseudopathocerus, Pseudoperiboeum, Pseudoperma, Pseudopezus, Pseudopharsalia, Pseudophaula, Pseudophimosia, Pseudophistomis, Pseudophlyctaenodes, Pseudophosphorus, Pseudophygopoda, Pseudophytoecia, Pseudopilema, Pseudoplanodes, Pseudoplites, Pseudoplon, Pseudopothyne, Pseudoprionus, Pseudopsacothea, Pseudorhaphiptera, Pseudorhodopis, Pseudoricopis, Pseudoropica, Pseudorsidis, Pseudorucentra, Pseudoschoenionta, Pseudosemnus, Pseudosieversia, Pseudosophronica, Pseudosparna, Pseudospermus, Pseudosphegesthes, Pseudossibia, Pseudostedes, Pseudostenaspis, Pseudostenidea, Pseudostesilea, Pseudostixis, Pseudostrangalia, Pseudostyne, Pseudosybra, Pseudosybroides, Pseudotaeniotes, Pseudotapeina, Pseudotapnia, Pseudoterinaea, Pseudotetraglenes, Pseudothestus, Pseudothonalmus, Pseudothyastus, Pseudothyestes, Pseudotmesisternus, Pseudotrachystola, Pseudotragiscus, Pseudotragocephala, Pseudotypocerus, Pseudovadonia, Pseudovelleda, Pseudoxenicotela, Pseudoxylosteus, Pseudozelota, Pseudozorilispe, Pseudozygocera, Pseuduraecha, Psilacestes, Psiloibidion, Psilomastix, Psilomerus, Psilomorpha, Psilotarsus, Psygmatocerus, Psylacrida, Psyllotoxoides, Psyllotoxus, Psyrassa, Psyrassaforma, Pteracantha, Ptericoptomimus, Ptericoptus, Pteridoteloides, Pteridotelus, Pterochaos, Pterolamia, Pterolophia, Pterolophiella, Pterolophioides, Pterolophosoma, Pteromallosia, Pteroplatidius, Pteroplatus, Pteroplius, Pteroptychus, Ptychodes, Ptycholaemus, Puanama, Pubescibidion, Pucallpa, Pufujia, Pulchrenicodes, Pulchrodiboma, Pulchroglaucytes, Punctozotroctes, Purpuricenopsis, Purpuricenus, Purusia, Purusiella, Pycnomorphidiellus, Pycnopsis, Pygmaeopsis, Pygmaleptostylus, Pygmodeon, Pygoleptura, Pygoptosia, Pygostrangalia, Pyrestes, Pyrianoreina, Pyrocalymma, Pyrocorennys, Pyrodes, Pyrotrichus, Pyrpotyra, Pyrrhidium, Pyrrhona, Pythais, Pytheus, Quasimesosella, Quatiara, Quercivir, Quettania, Quiacaua, Quirimbaua, Rachidion, Raharizonina, Ramodatodes, Ramularius, Ranova, Ranqueles, Rapuzziana, Recchia, Rejzekius, Remphan, Retilla, Retrachydes, Rhabdoclytus, Rhachicolus, Rhadia, Rhadinomaeus, Rhaesus, Rhagiomorpha, Rhagium, Rhamnusium, Rhaphidopsis, Rhaphipodus, Rhaphiptera, Rhaphipteroides, Rhaphuma, Rhathymoscelis, Rhineimegopis, Rhinophthalmus, Rhinotragus, Rhipidocerus, Rhodocharis, Rhodoleptus, Rhodopina, Rhomboidederes, Rhondia, Rhopalessa, Rhopaliella, Rhopalizarius, Rhopalizida, Rhopalizodes, Rhopalizus, Rhopalomeces, Rhopalophora, Rhopalophorella, Rhopaloscelis, Rhysium, Rhytidodera, Rhytiphora, Rierguscha, Robustanoplodera, Rodriguezius, Romulus, Rondibilis, Ropalopus, Ropica, Ropicapomecyna, Ropicella, Ropicomimus, Ropicomorphoides, Ropicosybra, Rosalba, Rosalia, Rosenbergia, Rostroclytus, Rucentra, Rufohammus, Rufosophronica, Rufulosophronica, Rugosocleptes, Rugosophysis, Rumacon, Rumuara, Rusapeana, Rusticoclytus, Rutpela, Sachalinobia, Saepiseuthes, Sagridola, Salpinia, Saltanecydalopsis, Salvazaon, Sangaris, Saperda, Saperdoglenea, Saphanidus, Saphanodes, Saphanus, Saporaea, Sarathropezus, Sarifer, Sarillus, Sarmydus, Sarosesthes, Sarothrocera, Sarothrogastra, Sassandrioides, Satipoella, Savang, Scabroschema, Scalenus, Scapacartus, Scapanopygus, Scapastathes, Scapeuseboides, Scapexocentrus, Scaphinus, Scapochariesthes, Scapodasys, Scapogoephanes, Scaposerixia, Scaposodus, Scaposophroniella, Scapozygocera, Scapozygoceropsis, Scariates, Scatogenus, Scatopyrodes, Sceleocantha, Schiacallia, Schizax, Schizodontus, Schizogaster, Schmidtiana, Schoenionta, Schoutedenius, Schreiteria, Schwarzerium, Sciades, Sciadosoma, Sciocyrtinus, Scituloglaucytes, Scleronotus, Sclethrus, Scolecobrotus, Scolochilus, Scopadus, Scopanta, Scytasis, Scythroleus, Seabraellus, Seabraia, Seabria, Seabriella, Sebasmia, Semanotus, Semiangusta, Semiope, Semiphoracantha, Senorius, Sepaicutea, Sepicana, Serixia, Serixiomenesia, Serixiomimus, Serixiophytoecia, Serratobicon, Sesiosa, Sestyra, Seticeros, Setodocus, Setohyllisia, Setomesosa, Setoparmena, Setoropica, Setosophroniella, Setovelleda, Seuthes, Shimomuraia, Sibapipunga, Sidellus, Silgonda, Similocorus, Similonedine, Similosodus, Simocrysa, Simplexeburia, Sinoclytus, Sinodorcadion, Sinomimovelleda, Sinopachys, Sinopidonia, Sinostrangalis, Sitiorica, Sivana, Skeletodes, Smaragdion, Smodicum, Soalalana, Sobarus, Sodopsis, Solaia, Solangella, Solenoptera, Soluta, Solymus, Somatidia, Somatidiopsis, Somatocleptes, Somatolita, Somatovelleda, Sophron, Sophronica, Sophronicoides, Sophronicomimus, Sophronisca, Sorbia, Sorelia, Soridopsis, Sormea, Sormida, Sormidomorpha, Sotades, Sotira, Soupha, Souvanna, Spalacopsis, Sparna, Spathoptera, Spathopygus, Spathuliger, Sphaenothecus, Sphaerioeme, Sphaerion, Sphaerionillum, Sphagoeme, Sphallambyx, Sphallenopsis, Sphallenum, Sphalloeme, Sphallonycha, Sphallopterus, Sphallotrichus, Sphecomorpha, Sphegoclytus, Sphenostethus, Sphigmothorax, Sphingacestes, Sphingnotus, Spiloprionus, Spilotragoides, Spilotragus, Spinaristobia, Spinegesina, Spinenicodes, Spinetaxalus, Spineugrapheus, Spineuteleuta, Spinexocentrus, Spinhoplathemistus, Spiniderolus, Spinimegopis, Spiniphilus, Spiniphra, Spinipochira, Spinipocregyes, Spinoberea, Spinoblesthis, Spinocentruropsis, Spinochariesthes, Spinodiadelia, Spinogoephanes, Spinogramma, Spinohybolasius, Spinoleioposopus, Spinoleiopus, Spinomyrmecoclytus, Spinoplon, Spinopotemnemus, Spinopraonetha, Spinopterolophia, Spinosodus, Spinosomatidia, Spinosophronica, Spinosophroniella, Spinosophronisca, Spinospasma, Spinostenellipsis, Spinovelleda, Spinozorilispe, Spinozotroctes, Spintheria, Spodotaenia, Spondylis, Sporetus, Squamosaperdopsis, Stathmodera, Steata, Stegenagapanthia, Stegenodes, Stegenus, Steinheilia, Steirastoma, Stellognatha, Stenandra, Stenaspis, Stenauxa, Stenelaphus, Stenellipsis, Stenelytrana, Stenhomalus, Stenideopsis, Stenobatyle, Stenobia, Stenobrium, Stenocentrura, Stenocentrus, Stenochariergus, Stenochroma, Stenocidnus, Stenocoptoeme, Stenocoptoides, Stenocoptus, Stenocorus, Stenodoliops, Stenodontes, Stenodryas, Stenoeme, Stenoidion, Stenoleptura, Stenolis, Stenomesosa, Stenomiaenia, Stenoparmena, Stenopausa, Stenophantes, Stenophloeus, Stenophryneta, Stenopseustes, Stenopterus, Stenorhopalus, Stenosphenus, Stenostola, Stenostrophia, Stenotsivoka, Stenoxotus, Stenurella, Stenygra, Stenygrinum, Stereomerus, Sternacanista, Sternacanthus, Sternacutus, Sternangustum, Sternidius, Sternidocinus, Sternohammus, Sternoharpya, Sternorsidis, Sternotomimus, Sternotomis, Sternycha, Stesilea, Stethoperma, Sthelenus, Sthenias, Stheniopygus, Stibara, Stictoleptura, Stictosomus, Stiphilus, Stixis, Stizocera, Stolidodere, Storeyandra, Strandiata, Strangalepta, Strangalia, Strangalidium, Strangalomorpha, Stratioceros, Stratone, Streptolabis, Striatacanthocinus, Striatanaesthetis, Striatoptycholaemus, Striatorsidis, Strioderes, Striomecyna, Striomiaena, Striononyma, Striophytoecia, Stromatiodes, Stromatium, Strongylaspis, Strongylurus, Strophiona, Stultutragus, Stychoides, Stychoparmena, Styliceps, Styloleptoides, Styloleptus, Styloxus, Subexocentrus, Subinermexocentrus, Sudreana, Suipinima, Sulawesiella, Sulcommata, Sulenopsis, Sulenus, Sulpitus, Sumatochroma, Sumelis, Superagnia, Susuacanga, Susuanycha, Suzelia, Swaziphanes, Sybaguasu, Sybilla, Sybra, Sybrepilysta, Sybrinus, Sybrocentrura, Sybrodoius, Sybrohyagnis, Sybroides, Sybromimus, Sybroopsis, Sybropis, Sybroplocia, Sybropraonetha, Sychnomerus, Sydax, Sydonia, Syllitosimilis, Syllitus, Sympagus, Symperga, Sympergoides, Symphyletes, Sympleurotis, Synaphaeta, Synaptola, Synelasma, Synhomelix, Synixais, Sypilus, Syrrhopeus, Tabatinga, Tacyba, Taelosilla, Taeniotes, Tagalog, Taiwanajinga, Taiwanocarilia, Tallyrama, Talupes, Tambusa, Tambusoides, Tamenes, Tangavelleda, Tanyochraethes, Tanzaniphanes, Tapeina, Taphos, Tapina, Tapinolachnus, Tapuruia, Taricanus, Tarsotropidus, Taurolema, Taurorcus, Taurotagus, Taygayba, Teispes, Teledapus, Telocera, Telotoma, Temnolamia, Temnopis, Temnoscelis, Temnosceloides, Temnosternopsis, Temnosternus, Tengius, Tenthras, Teocchius, Teorotrium, Teosophronica, Tephrolamia, Teraschema, Teratoclytus, Teratoleptura, Tereticus, Terinaea, Terpnissa, Tersec, Tessarecphora, Tessaromma, Tessaropa, Tetamauara, Tetanola, Tetartanus, Tethionea, Tethlimmena, Tethystola, Tetradia, Tetraglenes, Tetraibidion, Tetranodus, Tetraommatus, Tetraopes, Tetraopidion, Tetrarpages, Tetrasarus, Tetraulax, Tetropiopsis, Tetropium, Tetroplon, Tetrops, Tetrorea, Tetroreopsis, Thalusia, Thapsyrus, Thaumasesthes, Thaumasocerus, Thaumasus, Thecladoris, Thelgetra, Themistonoë, Theocris, Theophilea, Thephantes, Thereselia, Theresina, Therippia, Thermistis, Thermonotus, Thestus, Thita, Thompsoniana, Thoracibidion, Thoris, Thouvenotiana, Thrangalia, Thranius, Thranodes, Thrichocalydon, Thryallis, Thyada, Thyellocerus, Thyestilla, Thylactomimus, Thylactus, Thyrsia, Tibiosioma, Tigranella, Tigrinestola, Tilloclytus, Tilloforma, Tilloglomus, Tillomimus, Tillomorpha, Timabiara, Timbaraba, Tinkhamia, Tippmannia, Titanus, Tithoës, Titoceres, Titurius, Tlepolemoides, Tlepolemus, Tmesisternus, Tobipuranga, Tomentgaurotes, Tomentophanes, Tomobrachyta, Tomohammus, Tomolamia, Tomopteropsis, Tomopterus, Tomrogersia, Torneucerus, Torneutes, Torneutopsis, Toronaeus, Toxeutes, Toxitiades, Toxotinus, Toxotomimus, Trachelissa, Trachelophanes, Trachelophora, Trachyderes, Trachyderomorpha, Trachyliopus, Trachylophus, Trachysida, Trachysomus, Trachystohamus, Trachystola, Trachystolodes, Tragidion, Tragiscomoides, Tragiscoschema, Tragocephala, Tragocerus, Tragon, Tragosoma, Tragostoma, Tragostomoides, Transipochira, Transvaalobrium, Trenetica, Trestoncideres, Trestonia, Triacetelus, Triammatus, Trichacalolepta, Trichacanthocinus, Trichadjinga, Trichagnia, Trichalcidion, Trichalphus, Trichamechana, Trichartelida, Trichastylopsis, Trichatelais, Trichauxa, Tricheczemotes, Trichellipsis, Trichemeopedus, Tricheops, Trichepectasis, Trichestola, Tricheurymerus, Trichhoplomelas, Trichillurges, Trichipochira, Trichipocregyes, Trichoanoreina, Trichocanonura, Trichocnaeia, Trichocnemis, Trichocontoderes, Trichocoscinesthes, Trichodemodes, Trichoderes, Trichodiadelia, Trichodiboma, Trichodocus, Trichodorcadion, Trichoeax, Trichoferus, Trichognoma, Trichohammus, Trichohathliodes, Trichohestima, Trichohippopsis, Trichohoplorana, Trichohyllisia, Tricholamia, Tricholeiopus, Tricholinopteridius, Tricholophia, Trichomaeus, Trichomauesia, Trichomecyna, Trichomelanauster, Trichomesia, Trichomesosa, Trichomonochamus, Trichonemophas, Trichoniphona, Trichonitocris, Trichonius, Trichonyssodrys, Trichoparmenonta, Trichopenthea, Trichophantasis, Trichophoroides, Trichophyllarthrius, Trichophysis, Trichoplon, Trichopothyne, Trichoprosoplus, Trichopsathyrus, Trichopterolophia, Trichorondibilis, Trichorondonia, Trichorsidis, Trichoserixia, Trichosophroniella, Trichostenidea, Trichostenideus, Trichostixis, Trichotithonus, Trichotroea, Trichovelleda, Trichoxys, Trichozygocera, Trichroa, Trichrous, Tricondyloides, Trigonarthris, Trigonarthron, Trigonopeplus, Trigonoptera, Trimeroderus, Trinophylum, Triodoclytus, Trirachys, Tristachycera, Tritania, Tritocosmia, Tritomacrus, Tropanisopodus, Tropicophanes, Tropidema, Tropidion, Tropidocoleus, Tropidoprion, Tropidozineus, Tropimerus, Tropimetopa, Tropis, Tropocalymma, Truncatipochira, Trypanidiellus, Trypanidius, Trypogeus, Trysimia, Tsivoka, Tsujius, Tsutsuia, Tuberastyochus, Tuberculacanthocinus, Tuberculancylistes, Tuberculetaxalus, Tuberculipochira, Tuberculosodus, Tuberculosybra, Tuberenes, Tuberodiadelia, Tuberolamia, Tuberopeplus, Tuberorachidion, Tuberothelais, Tuberozygocera, Tucales, Tucanti, Tucumaniella, Tulcoides, Tulcus, Tumiditarsus, Turanium, Turanoclytus, Turcmenigena, Turkaromia, Turnaia, Tya, Tybalmia, Tylcus, Tylonotus, Tylosis, Tyloxoles, Tympanopalpus, Typhlocerus, Typhocesis, Typocaeta, Typocerus, Typodryas, Typoma, Typophaula, Tyrinthia, Ucai, Udamina, Udeterus, Uenobrium, Uirassu, Ulochaetes, Ulogastra, Unabiara, Unachlorus, Unaiuba, Unaporanga, Unatara, Uncieburia, Undulatodoliops, Unelcus, Unxia, Upindauara, Uracanthus, Uraecha, Uraechoides, Urangaua, Urgleptes, Urorcites, Ussurella, Utopia, Utopileus, Utra, Vadonia, Vadonitoxotus, Valenus, Vandewegheia, Vandykea, Varieras, Velleda, Velledomimus, Velledopsis, Velora, Veloroides, Veloropsis, Venustus, Vesperella, Vesperoctenus, Vesperus, Vespinitocris, Vianopolisia, Vietetropis, Vilchesia, Villiersicometes, Villiersicus, Villiersocerus, Viossatus, Vitalisia, Vittatocrites, Vittatopothyne, Volxemia, Votum, Wahn, Wernerius, Weyrauchia, Woytkowskia, Xaenapta, Xalitla, Xanthoeme, Xanthonicias, Xanthopiodus, Xanthospila, Xaurus, Xenambyx, Xenicotela, Xenicotelopsis, Xenocallia, Xenocompsa, Xenocona, Xenocrasis, Xenocrasoides, Xenofrea, Xenohammus, Xenolea, Xenoleptura, Xenopachys, Xenophyrama, Xenostylus, Xeranoplium, Xestiodion, Xestoleptura, Xiphohathlia, Xiphotheata, Xiphotheopsis, Xixuthrus, Xoanodera, Xoanotrephus, Xoës, Xuthodes, Xylariopsis, Xylergates, Xylergatoides, Xylocaris, Xylocrius, Xylomimus, Xylorhiza, Xylosteus, Xylosybra, Xylotoles, Xylotoloides, Xylotrechus, Xylotribus, Xynenon, Xystochroma, Xystoena, Xystrocera, Xystroceroides, Yemenobrium, Yementallyrama, Ygapema, Yimnashana, Yimnashaniana, Yorkeica, Yoshiakioclytus, Zaeera, Zaeeroides, Zaeeropsis, Zagymnus, Zalophia, Zambiana, Zambiphanes, Zamium, Zamodes, Zaplous, Zarina, Zathecus, Zatrephus, Zeale, Zeargyrodes, Zegriades, Zelliboria, Zelota, Zenicomus, Zenochloris, Ziglipton, Zikanita, Zimbabobrium, Zipoetes, Zipoetoides, Zipoetopsis, Zoedia, Zographus, Zonopteroides, Zonopterus, Zonotylus, Zooblax, Zoocosmius, Zoodes, Zorilispe, Zorilispiella, Zorion, Zosmotes, Zosne, Zosterius, Zotalemimon, Zulphis, Zulphisoma, Zygocera, Zygoceropsis, Zygoferus, Zygrita